# تشون سونغ-ها
تشون سونغ-ها (هانغل: 전성하) هو لاعب كرة قدم كوري جنوبي في مركز الهجوم، ولد في 6 أبريل 1987 في كوريا الجنوبية. لعب مع Persiram Raja Ampat ‏.